# Dwaj świadkowie
Dwa świadkowie (język hebrajski: שני העדים) – postacie pojawiające się w Apokalipsie świętego Jana w jedenastym rozdziale, pomiędzy trzecim a jedenastym wersetem.
Dwaj świadkowie są różnie identyfikowani przez teologów: jako dosłownie dwie osoby, dwie grupy ludzi, lub jako dwie koncepcje. Dyspensacjonalistyczni chrześcijanie wierzą, że wydarzenia opisane w Apokalipsie świętego Jana nastąpią przed i w czasie powtórnego przyjścia Chrystusa i próbują oni powiązać odniesienia w niej zawarte, do wydarzeń historycznych lub bieżących, oraz konkretnych ludzi.

## Opis postaci
Tekst oryginału:

και δωσω τοις δυσιν μαρτυσιν μου και προφητευσουσιν ημερας χιλιας διακοσιας εξηκοντα περιβεβλημενοι σακκους ουτοι εισιν αι δυο ελαιαι και δυο λυχνιαι αι ενωπιον του θεου της γης εστωσαι και ει τις αυτους θελη αδικησαι πυρ εκπορευεται εκ του στοματος αυτων και κατεσθιει τους εχθρους αυτων και ει τις αυτους θελη αδικησαι ουτως δει αυτον αποκτανθηναι ουτοι εχουσιν εξουσιαν κλεισαι τον ουρανον ινα μη βρεχη υετος εν ημεραις αυτων της προφητειας και εξουσιαν εχουσιν επι των υδατων στρεφειν αυτα εις αιμα και παταξαι την γην παση πληγη οσακις εαν θελησωσιν και οταν τελεσωσιν την μαρτυριαν αυτων το θηριον το αναβαινον εκ της αβυσσου ποιησει πολεμον μετ αυτων και νικησει αυτους και αποκτενει αυτους και τα πτωματα αυτων επι της πλατειας πολεως της μεγαλης ητις καλειται πνευματικως σοδομα και αιγυπτος οπου και ο κυριος ημων εσταυρωθη και βλεψουσιν εκ των λαων και φυλων και γλωσσων και εθνων τα πτωματα αυτων ημερας τρεις και ημισυ και τα πτωματα αυτων ουκ αφησουσιν τεθηναι εις μνηματα και οι κατοικουντες επι της γης χαρουσιν επ αυτοις και ευφρανθησονται και δωρα πεμψουσιν αλληλοις οτι ουτοι οι δυο προφηται εβασανισαν τους κατοικουντας επι της γης και μετα τας τρεις ημερας και ημισυ πνευμα ζωης εκ του θεου εισηλθεν επ αυτους και εστησαν επι τους ποδας αυτων και φοβος μεγας επεσεν επι τους θεωρουντας αυτους

Tłumaczenie na polski:

Dwom moim Świadkom dam władzę, a będą prorokować obleczeni w wory, przez tysiąc dwieście sześćdziesiąt dni. Oni są dwoma drzewami oliwnymi i dwoma świecznikami, co stoją przed Panem ziemi. A jeśli kto chce ich skrzywdzić, ogień wychodzi z ich ust i pożera ich wrogów. Jeśliby zechciał ktokolwiek ich skrzywdzić, w ten sposób musi być zabity. Mają oni władzę zamknąć niebo, by deszcz nie zraszał dni ich prorokowania, i mają władzę nad wodami, by w krew je przemienić, i wszelką plagą uderzyć ziemię, ilekroć zechcą. A gdy dopełnią swojego świadectwa, Bestia, która wychodzi z Czeluści, wyda im wojnę, zwycięży ich i zabije. A zwłoki ich /leżeć/ będą na placu wielkiego miasta, które duchowo zwie się: Sodoma i Egipt, gdzie także ukrzyżowano ich Pana. I [wielu] spośród ludów, szczepów, języków i narodów przez trzy i pół dnia oglądają ich zwłoki, a zwłok ich nie zezwalają złożyć do grobu. Wobec nich mieszkańcy ziemi cieszą się i radują; i dary sobie nawzajem będą przesyłali, bo ci dwaj prorocy mieszkańcom ziemi zadali katuszy. A po trzech i pół dniach duch życia z Boga w nich wstąpił i stanęli na nogi. A wielki strach padł na tych, co ich oglądali.

## Interpretacje

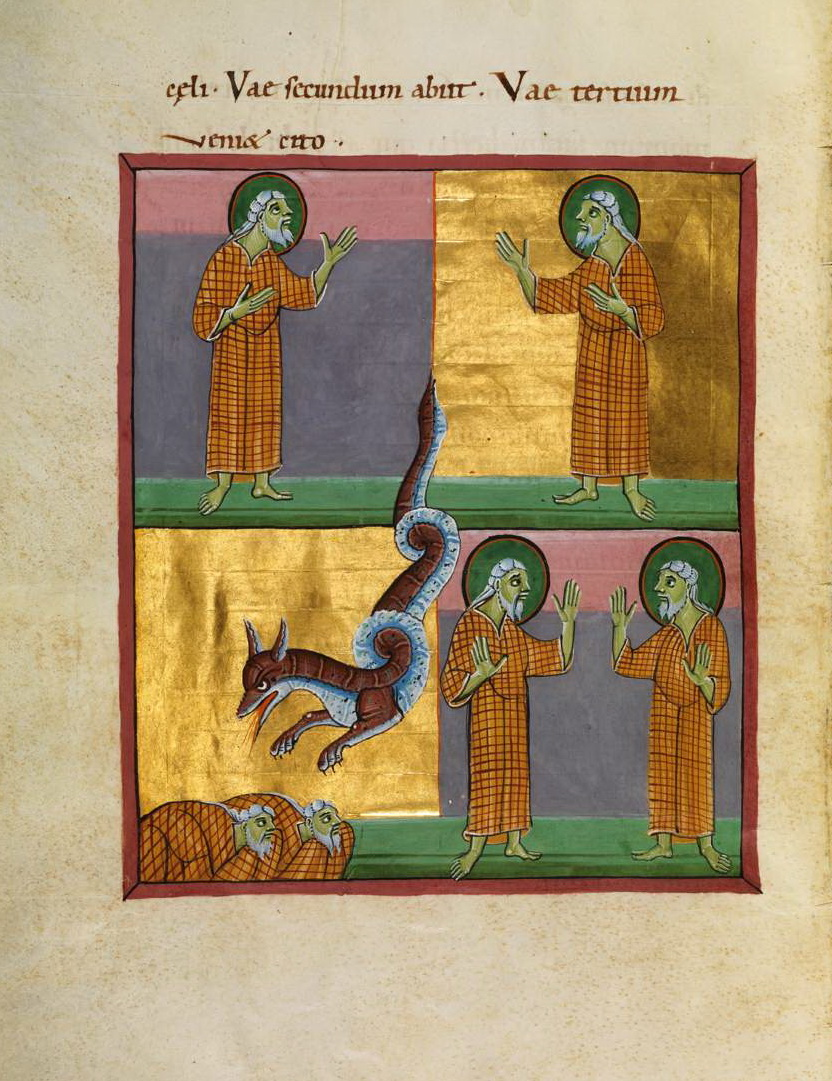
Dwaj świadkowie przedstawieni w jedenastowiecznej, ilustrowanej Apokalipsie bamberskiej.

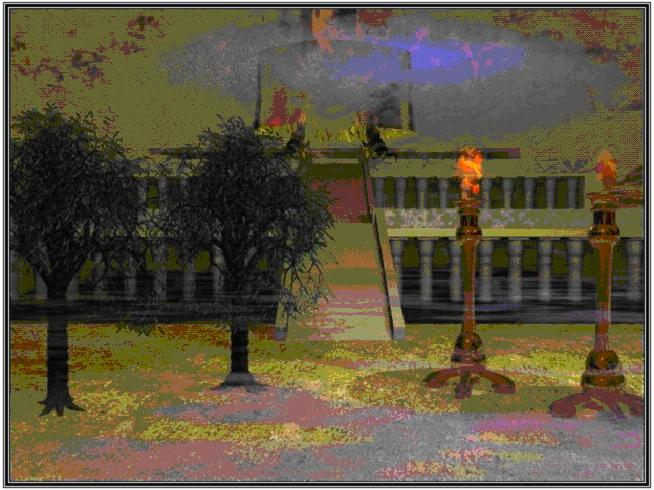
Jak głosi Ap 11:4 Oni są dwoma drzewami oliwnymi i dwoma świecznikami, co stoją przed Panem ziemi.

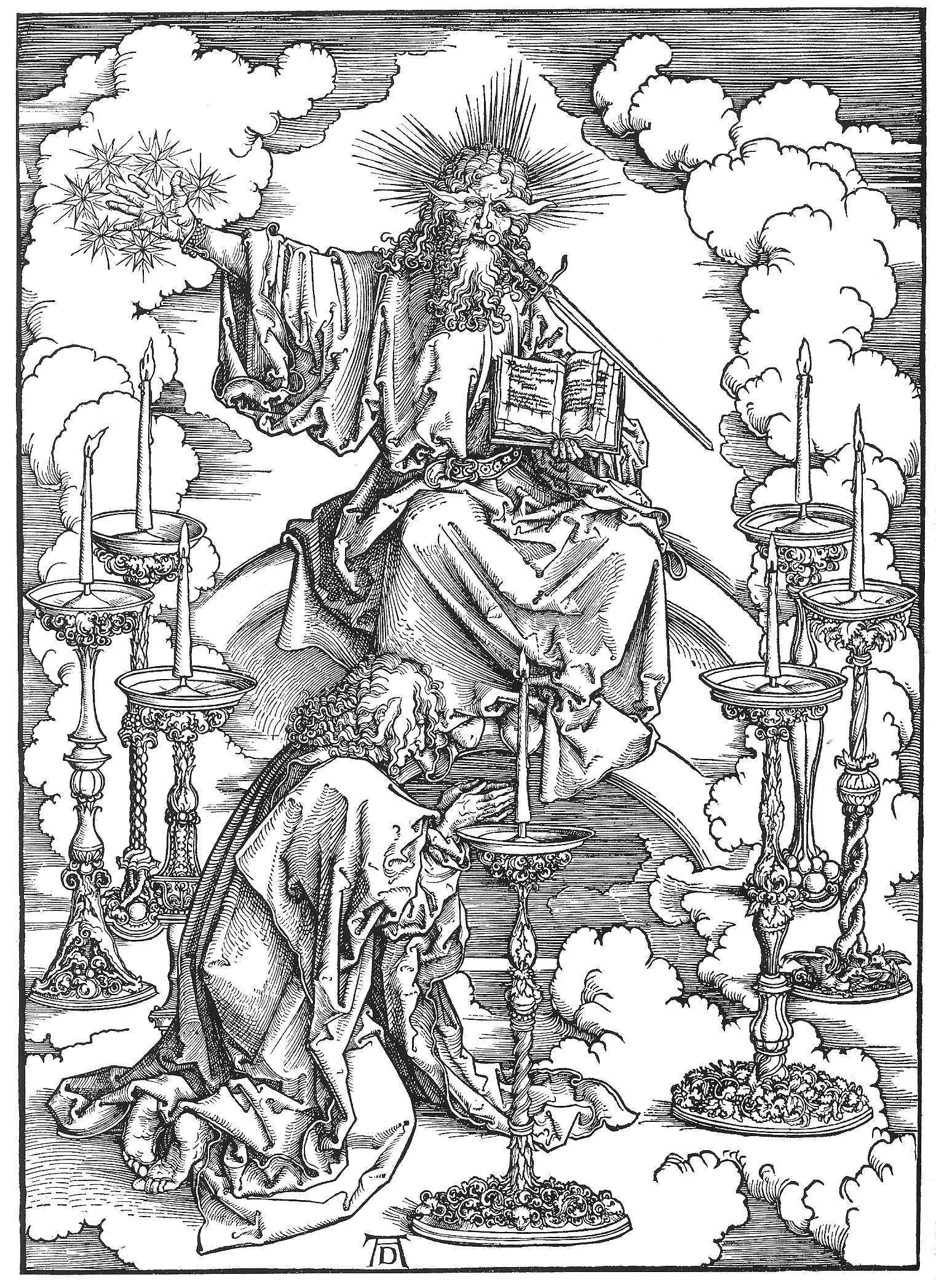
Obraz autorstwa niemieckiego malarza, Albrechta Dürera. Wizja Chrystusa i siedmiu świeczników z początku Apokalipsy, może być powiązana ze świecznikami z fragmentu o dwóch świadkach.

### Podstawowa analiza biblistów
Zgodnie z treścią Apokalipsy świętego Jana, dwaj świadkowie są symbolizowani jako „dwa drzewa oliwne i dwa świeczniki”, które posiadają moc niszczenia swoich wrogów, kontroli nad pogodą i zsyłania plag. Ich przedstawienie jako drzew, lub świeczników może być symboliczne, alegoryczne, bądź też dosłowne.
Przystępując do egzegezy jedenastego rozdziału Apokalipsy, komentatorzy, posługujący się tak zwaną eschatologią premilenijną, na ogół interpretują dwóch świadków na jeden z trzech sposobów:
- Jako jednostki, albo przejawiające się już kiedyś na kartach Biblii, lub po prostu jako dwie osoby nowo przybyłe na ziemię za sprawą Boga
- Jako wspólnota ludzi, służąca Kościołowi, lub Izraelowi, albo też zarówno Izraelowi, jak i Kościołowi
- Jako postacie symboliczne, lub skonfrontowanie pojęć biblijnych (jak na przykład Starego i Nowego Testamentu, lub prawa i proroków)[2]

### Identyfikacja personalna
Pierwsi chrześcijanie, tacy jak Tertulian, Ireneusz z Lyonu i Hipolit Rzymski, doszli do wniosku, że dwoma świadkami byli Enoch i Eliasz, czyli prorocy, którzy nigdy nie umarli, ponieważ Bóg „zabrał” ich do siebie. Na jednego ze świadków proponowano też Mojżesza, ze względu na jego zdolność do przemiany wody w krew i moc zsyłania plag na ziemi. Współcześni teologowie, tacy jak John Walvoord, porównali „dwa świeczniki” i „dwa drzewa oliwne” z jedenastego rozdziału Apokalipsy, do złotego świecznika i dwóch drzew oliwnych z czwartego rozdziału Księgi Zachariasza. Poprzez identyfikację dwóch gałązek oliwnych jako „dwóch pomazańców” lub „dwóch synów oliwy”, w Księdze Zachariasza, poparta zostaje dosłowna interpretacja, wedle której dwaj świadkowie są konkretnymi dwiema osobami. Tak uważał między innymi szkocki teolog, William Barclay. John Walvoord wskazał, że przez wzgląd na brak imion świadków, byłoby bezpieczniej stwierdzić, że nie są oni związani z żadnymi poprzednimi biblijnymi bohaterami. Zwolennicy dosłownej interpretacji Apokalipsy wierzą w dyspensacjonalistyczną i futurystyczną interpretację, która zakłada pojawienie się dwóch świadków w dniach ostatecznych.

### Symbolika w ujęciu wczesnoprotestanckim
Dwaj świadkowie byli także interpretowani jako reprezentanci Kościoła. Biblia genewska z 1599 podaje, że dwaj świadkowie przynależą wyłącznie do Kościoła. Z kolei brytyjski pisarz, Matthew Henry w swoim dziele zatytułowanym Complete Commentary on the Whole Bible podał interpretację, wedle której reprezentują oni Żydów i pogan. Anglikański kaznodzieja John Wesley, w swoim komentarzu do jedenastego rozdziału Apokalipsy, zasugerował bardziej duchowe i dwuznaczne wyjaśnienie. Teolog i pastor Kościoła baptystów, John Gill, w swoim Exposition of the Bible zinterpretował dwóch świadków jako prawdziwy Kościół i przeciwieństwo dla sił katolickiego Antychrysta. Bardzo podobnie do koncepcji Henry'ego, dwaj świadkowie bywają interpretowani jako postacie symbolizujące Izrael i Kościół chrześcijański. Liczbę dwa niekiedy wiązano ze świadkiem Izraela, wysłanym do pogańskich narodów w czasie siedemdziesięciu tygodni, wspomnianych w proroctwie proroka Daniela. Z kolei drzewo oliwne oznaczałoby naród Izraela. Proponowano również bardziej ogólną interpretację, sugerującą, że te dwie postacie są po prostu świadkami Kościoła, ponieważ Jezus zawsze wysyłał swoich uczniów, po dwóch.

### Interpretacje adwentystów i mormonów
W interpretacji Adwentystów Dnia Siódmego, Uriah Smith i Ellen G. White dwaj świadkowie mieli przedstawiać Stary i Nowy Testament. Smith i White wierzyli, że Wielka Rewolucja Francuska była czasem, gdy właśnie zabito dwóch świadków. Z kolei Kościół Jezusa Chrystusa Świętych w Dniach Ostatnich naucza, że dwaj świadkowie będą prorokami, wysłanymi na misję w celu nawrócenia Żydów we współczesnym narodzie Izraela, lub ewentualnie dwoma członkami ich Kworum Dwunastu Apostołów (jest to drugi najwyższy organ, zarządzający Kościołem mormonów), lub ich Pierwszej Prezydencji, którzy są uznawani za proroków przez wiernych Kościoła mormonów.

### Wersja katolicka
Według komentarza, umieszczonego w przypisie do Biblii Tysiąclecia z 1990, wydawnictwa Pallotinum: „Dwaj świadkowie to symbol apostołów Chrystusa, rekrutujących się spośród hierarchii i laikatu, wzrorowany na wielu postaciach Starego Testamentu [...] Działalność ich trwa przez całą doczesność”.

### Wersja Świadków Jehowy
Świadkowie Jehowy uważają, że dwaj świadkowie są to „namaszczeni bracia, którzy zapewniali przewodnictwo, gdy w roku 1914 ustanowiono w niebie Królestwo Boże”. W roku 1919 znaleźli się wśród wyznaczonych do usługiwania w charakterze „niewolnika wiernego i roztropnego”, aby troszczyć się o duchowe potrzeby ludu Bożego w dniach ostatnich.